# Trogulus cristatus
Espèce
Trogulus cristatus est une espèce d'opilions dyspnois de la famille des Trogulidae.

## Distribution
Cette espèce se rencontre en France en Provence-Alpes-Côte d'Azur et en Italie en Ligurie et au Piémont.

## Description
Le syntype mesure 13 mm.
Les mâles mesurent de 9,3 à 10,55 mm et les femelles de 10,6 à 11,9 mm.

## Systématique et taxinomie
Cette espèce a été décrite par Simon en 1879.

## Publication originale
- Simon, 1879 : « Les Ordres des Chernetes, Scorpiones et Opiliones. » Les Arachnides de France, vol. 7, p. 1-332.